# 야마다와 7명의 마녀
《야마다와 7명의 마녀》(일본어: 山田くんと7人の魔女 야마다쿤토 나나닌노 마조[*])는 요시카와 미키가 원작한 일본의 만화이다. 《주간 소년 매거진》(코단샤)에서 2012년 12호부터 2017년 12호까지 연재되었다. 약칭은 "야마죠"(やまじょ).
TV 드라마는 2013년 8월 10일부터 후지 TV에서 방영되었다. OAD 애니메이션 제1화는 2014년 12월 발매의 단행본 제15권 특장판 DVD에 수록되었다(제2화는 2015년 5월에 제17권 특장판 DVD 발매) TV 애니메이션은 2015년 4월부터 6월까지 방영되었다. 2017년 2월 시점에서 누계 발행 부수는 385만 부를 기록했다.

## 줄거리
1부 - 사립 스자쿠 고등학교에 다니는 고교생 야마다 류는 학교 정상의 문제아에서 불량 소년. 학교에서도 주위에서 겉도는 존재이며 친구도 구하지 못하고 있었다.
어느 날 계단에서 떨어진 통에 우등생 시라이시 우라라와 키스하고 만것, 두 몸이 바뀐다는 신기한 현상에 맞는다. 몇가지 실험과 검증에 의한, 우라라는 "키스한 상대와 몸을 바뀐 능력", 야마다는 "키스함으로써 마녀의 힘을 복사하는 힘"을 갖고 있는 것이 판명된다.
학생회 부회장의 미야무라 토라노스케에 시원스럽게 교대를 간파당한 두 사람은 초상 현상 연구부에 들어가게 된다. 거기에 초상 현상 마니아인 이토 미야비와 귀국 자녀의 츠바키 켄타로가 입부. 능력을 살펴보아 주작 고교에는 "마녀"라고 불리는 힘을 가진 여학생이 항상 7명으로 각각 다른 초능력을 갖고 있는 것이 판명되어 마녀 사냥을 하게 된다. 마지막에는 7명의 마녀가 모여 야마다를 일반학생으로 바꾸고 시라이시 우라라와 야마다 류는 서로 좋아하게 된다.
2부 - 마녀의 능력이 사라진줄 알았지만.. 다시 나타나도 말았던것, 다시 마녀의 능력자를 찾기 위해 이야기는 이어진다.
3부 - 야마다의 기억을 찾고 자신이 왜 복제의 능력을 갖게 됫는지 알아보는 이야기.

## 등장인물
목소리의 항목은 애니메이션판의 성우로, 연기의 항목은 드라마판의 배우로 작성하였다.

### 초상현상연구부
야마다 류(山田 竜)
목소리 - 오사카 료타 (몸이 교대될 때: 하야미 사오리, 마스다 토시키, 우치다 마아야, 닛타 에미, 사와시로 미유키)
연기 - 야마모토 유스케 (몸이 교대될 때: 니시우치 마리야, 이데 타쿠야, 트린들 레이나, 나가에 유키)
생일: 만화-1995년 8월 31일, 텔레비전 드라마-1996년 8월 31일, 텔레비전 애니메이션-1998년 8월 31일
별자리: 처녀자리
혈액형: O형
키:172cm
이 작품의 주인공. 사립스자쿠고교 2학년 B반. 장기부에 의한 리콜 운동으로 현재는 학생회가 아니다. 학교에서 유명한 문제아로, 이른바 불량아. 잘 싸우며, 필살기는 돌려차기로 「용권멸살각」이라고 자칭하고 있다. 자신이 말하길 “싸움의 비결은 신체가 아닌 기합”으로 시라이시 우라라나 이토 미야비와 몸이 교대되어도 강하다. 1학년 때 일어난 폭력사건이 원인으로, 교사에게 찍히게 되어 일반 학생에게서는 소외되어 고독한 매일을 보내고 있었으나, 우라라와 만남한 것을 계기로 변하여 마녀들이나 학원을 구하기 위해 활약하는, 자극이 넘치는 학원 생활을 보내게 된다. 몸이 교대된 것을 들키는 경우가 많다.
능력은 「키스한 마녀의 능력을 복사한다」 (드라마판에서는 통칭 「마녀 복사본」이라고 불린다). 가질 수 있는 능력은 1개뿐으로, 다른 마녀에게 키스를 하면 능력이 새로운 것으로 덮혀씌어진다. 복사할 때에 상대에게 자신이 가지고 있는 능력을 거는 것이 가능하다.
능력이 전혀 통하지 않고, 어떤 능력도 복사하고 사용할 수 있기 때문에 “최강의 카드(조커)”로 불린다.
우라라와와 키스한 것을 계기로 그녀와 함께 마녀에 관련된 일을 겪게 되어, 학생회장전 때에 미래를 보는 것으로 그녀에 대한 호의를 자각한다. 의식 후에는 우라라와 교제를 시작한다. 또, 학생회장이 된 미야무라에 의해 회장 비서를 임명받는다.
무뚝뚝하지만 어려움을 겪고 있는 다른 사람을 내버려 둘 수 없는 상냥함과 행동력을 가지고 있으며, 마력을 악용하는 무리에게 분노하는 정의감을 갖추고 있다. 활약을 통해 동료나 친구의 폭을 넓히고 있다.
과거에 낸시에게 기억이 지워진 적이 있다는 것을 알고 의식으로 그 기억을 돌려받았으나, 모든 기억이 돌아오지는 않았다. 1학년 여름방학의 보충학습 합숙애서 히메카와와 알게 되어 낸시와 함께 마녀 찾기를 하고 있었다. 그 후 오다기리나 이가라시와도 친밀하게 되어, 낸시 이외의 4명끼리 동물원에 놀러 간 적이 있다.
이가라시가 능력을 사용한 탓에 능력을 공유하고 있던 야마다까지도 모든 학생에게서 잊혀져버렸다.
시라이시 우라라(白石 うらら)
목소리 - 하야미 사오리 (몸이 교대될 때: 오사카 료타, 하나자와 카나) / 연기 - 니시우치 마리야 (몸이 교대될 때: 야마모토 유스케)
생일: 만화-1995년 12월 24일, 텔레비전 드라마-1996년 12월 24일, 텔레비전 애니메이션-1998년 12월 24일
별자리:염소자리
혈액형: A형
키: 161cm
이 작품의 히로인. 사립스자쿠고교 2학년 B반. 초상현상연구부 부장. 초기 마녀. 가슴 사이즈는 E컵. 학년 탑 성적을 자랑한다.
이전에는 학원에서 따돌림의 대상이었으나, 「학교는 재미없는 것」, 「공부를 위해서라면 학교에 갈 필요는 없어」라고 생각해서 대학 진학 희망을 가지고 있지 않았다. 그러나, 야마다가 우라라의 몸에서 따돌림 그룹을 쫓아 낸 것을 계기로 따돌림 당하지 않게 되어 학교를 즐길 수 있게 되었다. 야마다와 몸이 교대되었을 때에 야마다 대신 목욕한 적이 있었고, 처음으로 몸이 바뀌었던 때는 야마다의 고간을 들여다 보고 「이상한 게 달려 있어」라고 말했다. 드라마에서는 그녀를 연기한 니시우치 마리야와 생일이 동일하다.
「키스한 상대와 정신을 교대하는 능력」의 소유자로, 야마다와 키스해서 처음으로 능력이 발견되었다. 또, 본인은 야마다 이외에는 능력을 사용하기를 꺼려해서, 제 3자가 정신 교대를 할 때는 기본적으로 능력을 복사한 야마다가 대신한다.
리카에 의해 야마다네와 마녀에 관한 기억을 잃으나, 후에 기억을 되찾고, 의식을 시행한 후 능력을 잃었다. 그 후 야마다와 교제를 시작한다. 그러나 현재에는 다시 기억을 잃었다.
자신에게 한결 같은 야마다와는 상사상애의 사이지만, 야마다가 자신보다 다른 마녀를 구하는 것을 우선으로 하고, 그녀들과 키스하는 것을 질투해서 차갑게 대해 버려서 두 사람의 사랑은 전도다난한 모양.
미야무라 토라노스케(宮村 虎之介)
목소리 - 마스다 토시키 (몸이 교대될 때: 오사카 료타, 하야미 사오리, 우치다 마아야)
연기 - 이데 타쿠야 (몸이 교대될 때: 야마모토 유스케)
생일:만화-1995년 7월 28일, 텔레비전 드라마-1996년 7월 28일, 텔레비전 애니메이션-1998년 7월 28일
별자리: 사자자리
혈액형: AB형 / 키: 181cm
사립스자쿠고교 2학년 C반으로 학생회 부회장 겸 초상현상연구부 부부장. 야마다와 시라이시가 몸이 교대된 것을 알아내어, 차기 학생회장이 되기 위해 마녀를 수색해야만 해서 두 사람을 끌어들여, 부원부족으로 휴부 상태인 「초상현상연구부」를 활동 거점으로 제공했다. 여자에게 절대적인 인기를 받고 있으나, 변태라서 언제나 여자만 생각한다. 또, 본인이 말하길 진심으로 하면 학년 2위 정도는 할 수 있다고 한다. 야마다와 시라이시의 몸이 교대된 것은 간단하게 간파했으나, 야마다와 이토의 몸이 교대된 것은 간파하지 못했다. 부친은 외교관. 「명안이다」가 말버릇.
레오나를 등교하지 않는 상태로 만든 7번째 마녀를 찾기 위해 세이류고등학교에서 전입해 왔다. 야마다의 시라이시에 대한 호의를 듣기까지, 야마다에 대한 것을 완전히는 신용하고 있지 않았다.
리카에 의해 야마다네와 마녀에 관한 기억을 잃었으나, 후에 기억을 되찾는다. 하지만 현재에는 다시 기억을 잃었다.
의식 후에는 신(新)학생회장에 취임되고 새로운 마녀를 찾기 시작한다.
이토 미야비(伊藤 雅)
목소리 - 우치다 마아야 (몸이 교대될 때: 오사카 료타, 마스다 토시키)
연기 - 트린들 레이나 (몸이 교대될 때: 야마모토 유스케)
생일:만화-1995년 6월 6일, 텔레비전 드라마-1996년 6월 6일, 텔레비전 애니메이션-1998년 6월 6일 / 별자리: 쌍둥이자리 / 혈액형: B형 / 키: 156cm
사립스자쿠고교 2학년 C반. 순수히 쵸상현상에 흥미를 가져서 「초상현상연구부」에 입부한다.
본래의 활동목절을 몰랐으나, 야마다와 시라이시가 몸을 교대하기 위해 키스를 하고 있는 것을 목격하고 말아, 곳곳에 야마다와 시라이시가 사귄다고 소문 뿌리게 된다. 오래를 풀려고 야마다가 이토와 키스를 해서 몸을 교대한 때에, 이토가 아무거나 너무 잘 믿기 때문에 주위에서 거짓말이라고 불리고 있었다는 것을 알게 되었다. 야마다의 모습으로 불량 그룹과 만나게 된 것을, 이토의 모습으로 등장한 야마다의 도움으로 오해가 풀리고 초상현상부에 입부했다.
마녀의 능력을 적극적으로 연구하고, 그 결과를 노트북에 기록하고 있다. 학력은 보충 학습을 받지는 않을 정도이다.
리카에 의해 야마다네와 마녀에 관한 기억을 잃었으나, 후에 기억을 되찾는다. 하지만 현재에는 다시 기억을 잃었다.
츠바키 켄다로(椿 剣太郎)
목소리 - 사사키 토시하루
생일:만화-1995년 11월 5일, 텔레비전 애니메이션-1998년 11월 5일 / 별자리: 전갈자리 / 혈액형: A형 / 키: 168cm
사립스자쿠고교 2학년 D반. 사루시마 마리아의 친구로, 같은 귀국 자녀. 언제나 등에 타올을 걸치고 있으며, 이쑤시개를 물고 있다. 튀김을 튀기는 것이 취미.
이전에는 시라이시에게 반했었지만, 사루시마가 본 미래에서 「시라이시에게 차여서, 그 쇼크를 치유하기 위해 구교사에서 튀김을 튀기다가 화재를 일으킨다」는 일이 일어나게 된다. 화재를 방지하기 위해 야마다는 몸을 교대하고, 츠바키는 시라이시와 야마다의 키스를 목격하고 쇼크를 받는다. 미래를 알고 있던 야마다도 몸을 교대한 것에 의해, 화재는 일어나지 않았고, 그 때 마녀에 관한 것을 알게 되어 입부했다.
싸움하는 기회가 적지만 힘은 상당하며, 야마다와 미야무라를 한꺼번에 엉망진창으로 만들 정도로 강하다.
리카에 의해 야마다네와 마녀에 관한 기억을 잃었으나, 후에 기억을 되찾는다. 하지만 현재에는 다시 기억을 잃었다.

### 마녀

#### 최초의 7인
시라이시 우라라
원래 교대의 마녀. 자세한 것은 #시라이시 우라라를 참조.
오다기리 네네(小田切 寧々)
목소리 - 키타무라 에리 / 연기 - 오오노 이토
생일:만화-1995년 9월 4일, 텔레비전 드라마-1996년 9월 4일, 텔레비전 애니메이션-1998년 9월 4일 / 별자리: 처녀자리 / 혈액형: B형 / 키: 160cm
2학년 A반. 원래 매료의 마녀. 보라색 머리카락의 짧은 보브 헤어. 무언가 야마다에게 들이대고 있다.
「키스로 상대의 마음을 매료하는 능력」의 소유자. 이 능력을 이가라시에세 사용한 것을 계기로 야마다는 학교 중에서 미움받는 존재가 되었다. 야마다와 키스를 한 때를 계기로 야마다를 좋아하게 되었다.
리카에 의해서 야마다와 마녀에 관한 기억을 잃는다. 그 때 폭주해서 마녀의 능력을 다용하게 되었다. 하지만 우연히 야마다와 키스를 한 것을 계기로 야마다와 마녀의 관한 기억을 되찾는다. 그 후에는 진위대를 해산시키고, 야마다와 타마키와 함께 전원의 기억을 되돌릴 방법을 레오나에게서 듣는다. 의식을 행하기 위해 야마다와 사루시마와 오오츠카에게 키스한다. 그 후, 기억이 돌아온 마녀들과 타마키와 함께 아스카를 붙잡는다. 그리고 의식을 행하여 매료의 능력을 잃었다.
의식 후, 미야무라에 의해 신(新)학생회 서기에 임명된다. 야마다와 시라이시가 사귀기 시작했을 때부터 아직 포기하지 않고 있다. 합숙소에서 우라라에게 라이벌 선언을 한다.
선거에서는 타마키의 응원연설자를 맡았으나, 미우라의 조작 때문에 응원하는 내용을 말하고, 형세를 역전시켰다.
낸시가 기억을 지워서 잊고 있었으나, 과거에는 야마다와 히메카와, 이가라시와 친밀한 관계를 하고 있던 것을 알게 된다.
‘’’【드라마판의 설정】 친위대는 우시오를 중심으로 남학생 7명으로 되어 있다.
오오츠카 메이코(大塚 芽子)
목소리 - 마키노 유이 / 연기 - 미야마 카렌
생일:만화-1996년 2월 20일, 텔레비전 드라마-1997년 2월 20일, 텔레비전 애니메이션-1999년 2월 20일 / 별자리: 물고기자리 / 혈액형: O형 / 키: 164cm
2학년 C반. 원래의 사념(텔레파시)의 마녀. 안경을 쓰고 얼굴 왼쪽에 걸린 녹색의 롤 헤어가 특징. 만화연구부 소속.
시라이시와 몸을 교대한 야마다(몸이 야마다고 정신이 시라이시)에게 반하여, 과감하게 키스를 했다. 「키스를 한 상대와 텔레파시를 할 수 있는 능력」의 소유자. 1번 메이코와 키스한 사람끼리라면, 메이코 없이도 텔레파시가 성립한다. 사람과 이야기하는 것이 어려운 성격. 그러나 텔레파시를 사용할 때에는 마음이 강해진다.
하기강습에서 보충 학습을 받게 되어 같은 보충 학습반이었던 카메다와 츠루카와와 텔레파시를 사용해 컨닝을 했다.
리카에 의해서 야마다와 마녀에 관한 기억을 잃는다. 그 때, 여태까지 이상으로 다른 학생과 소통하지 못했다. 하지만, 야마다와 키스를 한 것을 계기로 야마다네와 마녀의 관한 기억을 되찾는다. 의식을 행하여, 사념의 능력을 잃는다.
낸시에 의해 기억이 조작되었으나, 1학년 때의 하기강습에서는 오오츠카, 카메다, 츠루카와, 야마다 4명뿐은 아니고, 실제로는 히메카와도 참가했다.
【드라마판의 설정】 부친은 의사. 형이 아버지의 뒤를 이을 예정이었으나, 가출을 하고 말아, 여동생인 메코가 형을 대신해서 병원을 잇게 된다. 부모의 의향으로 의대를 지망하고 있지만, 본인의 의사는 아니며, 만화를 그리는 것을 좋아해서 진심으로는 만화가가 되고 싶다고 생각한다. 드라마에서는 이중인격이 아니다.
사루시마 마리아(猿島 マリア)
목소리 - 타카오유키 / 연기 - 코지마 후지코
생일:만화-1995년 10월 26일, 텔레비전 드라마-1996년 10월 26일, 텔레비전 애니메이션-1998년 10월 26일 / 별자리: 전갈자리 / 혈액형: B형 / 키: 171cm
2학년 F반. 원래 미래예지의 마녀. 미국에서 온 귀국 자녀. 웨이브 모양의 분홍색 머리의 포니 테일이 특징.
「키스를 한 상대의 시점으로 미래예지가 가능한 능력」의 소유자였다. 자신의 능력으로 자신과 야마다가 「구교사 화재」의 범인이 되버리고 마는 미래를 봐 버렸기 때문에, 화재를 막기 위해 등교 거부를 하고 있었다. 하지만, 시라이시의 추리로 의한 「몸 교대로 미래가 바뀐다는 것」, 「화재의 현장에는 한 명이 더 있다는 것」이 밝혀졌다. 그리고 야마다의 활약에 의해 화재를 막는 것을 성공했다. 실은 화재 사건은 노아가 사루시마를 퇴학시키기 위해 준비한 것이었다. 키스는 원래 인사 대신에 다양한 사람과 키스해서 능력을 갖추었다. 일상생활 중에 무의식적으로 영어를 사용할 때가 있다.
연애를 하고 있기 때문에 능력을 지우고 싶어서 야마다에게 상담했다. 이것을 계기로 야마다는 타마키와 접촉하게 된다.
리카에 의해서 야마다와 마녀에 관한 기억을 잃는다. 그 때 폭주해서 마녀의 능력을 다용하게 된다. 하지만 야마다와 키스를 한 것을 계기로 야마다네와 마녀에 관한 기억을 되찾는다. 의식을 행하여 미래예지의 능력을 잃는다.
야마다와는 이 사건을 계기로 상당히 호의를 가지고 있다.
【드라마판의 설정】 남자친구가 다치는 미래를 보고, 그 결과, 헤어지게 되는 경험이 있다.
타키가와 노아(滝川 ノア)
목소리 - 유우키 아오이 / 연기 - 마츠이 아이리 (아역: 시미즈 시온)
생일:만화-1996년 11월 29일, 텔레비전 드라마-1997년 11월 29일, 텔레비전 애니메이션-1999년 11월 29일 / 별자리: 궁수자리 / 혈액형: O형 / 키: 148cn
1학년 C반. 원래 과거보기의 마녀. 오른쪽 눈의 숨겨진 하늘색 트윈 테일에 리본이 특징. 일인칭은 「노아」. 여러 문제를 일으키고 있다.
「키스를 한 상대의 트라우마가 된 과거를 꿈으로 보는 능력」의 소유자. 뒷부분에 나오는 동료들에게 누명을 입힌 상대에게 복수하고 잃어버린 인기를 되찾기 위해 시라이시네를 퇴학에 몰아넣어 마녀의 힘을 손에 넣으려고 했지만, 야마다네의 방책에 의해 저지되었다. 그 후, 마음을 허락한 야마다에게 사정을 말하고 화해. 야마다에게 연심을 품게 되고 나서는 딱 달라붙기 시작했다.
노트의 하권을 몬 적이 있는 소수의 인물 중 1명으로, 노트를 아스카네에게 도둑맞기 전까지 소지하고 있었다. 야마다에게 타마키의 존재를 알려주었다.
리카에 의해서 야마다와 마녀에 관한 기억을 잃는다. 그 때 폭주해서 마녀의 능력을 다용하게 되었다. 하지만 야마다와 키스를 한 것을 계기로 야마다네와 마녀의 관한 기억을 되찾는다. 의식을 행하여, 과거보기의 능력을 잃었다. 그것에 의해, 악몽을 꾸지 않게 되었다.
야마다와 시라이시가 사귀기 시작할 대부터 네네는 야마다에 대해서 포기하지 않았고, 자신을 야마다의 아내라고 말하고 있다.
야마다가 7번째 능력을 손에 넣었다고 들어, 키스를 해서 야마다의 관측자가 되었다. 야마다가 능력을 사용해도 노아가 야마다를 잊지 않는다. 또, 능력자의 현재지를 파악하는 것이 가능하게 되었다.초상현상연구부원들이 은퇴한후 초상현상연구부의 부장이되어 이끌어가게된다.
【드라마판의 설정】 원래 인기인 역으로, 「노아링」이라고 불렸다. 텔레비전 드라마 『춤추는 노아 짱 일가』에서의 결정 대사인 「돈돈마이마이(どんどんまいまい)」가 유행어 대상을 받아, 「노아링 헤어」라고 불리는 트윈 테일이 대유행했다. 애니도 3년 연속으로 연기했으나, 성장하는 것과 동시에 일거리나 인기도 감소한다. 중학 시절에 무대를 사용한 괴롭힘을 당한 것이 트라우마가 되었다.
아스카 미코토(飛鳥 美琴)
목소리 - 하나자와 카나 (키하야미 사오리)/ 연기 - 코바야시 료코
생일:만화-1995년1月23日, 텔레비전 드라마-1996년1月23日, 텔레비전 애니메이션-1998년 1월 23일 / 별자리:물병자리 / 혈액형: AB형 / 키:165cm
3학년 C반. 원래 투명의 마녀. 롱 헤어에 머리띠가 특징. 미야무라나 오다기리와 같이 학생회 원래 부회장으로, 야마자키의 원래 비서. 지극히 냉정한 성격으로, 무엇을 생각하고 있는지 알 수 없다. 체술을 몸에 익히고 있어서, 야마다도 무서워할 정도.
「키스한 상대에게 자신이 보이지 않게 되는 능력의 소유자였으나, 타마키의 「마녀의 능력을 흡수하는 능력」에 의해 일시적으로 능력을 잃었다. 의식 직전에 타마키에게서 능력을 돌려받아서 의식을 통해 힘을 잃었다.
야마다네가 전원의 기억을 되찾으려고 하는 것을 여러 가지 손을 써서 방해했으나, 네네네에게 붇잡힌다. 틈을 타 도망간 것을 야마자키의 명령으로 쫓아, 의식을 행했다.
의식 후, 우시오와 함께 장기부를 창설하고, 그 뒤에 노트의 상하권을 훔치는 것을 계획했다.
야마다가 1학년 때에도 학생회에 소속해 있던 묘사가 있으나 자세한 사항은 불명.
【드라마판의 설정】추잡한 말을 던지고 가는 남성이나 이상한 변질자에게서부터 사진의 몸을 지키기 위해 무술을 익혔다.
사이온지 리카(西園寺 リカ)
목소리 - 타자와 마스미 / 연기 - 카와무라 유키에
생일:만화-1994년 5월 1일, 텔레비전 드라마-1995년 5월 1일, 텔레비전 애니메이션-1997년 5월 1일 / 별자리: 황소자리 / 혈액형: B형 / 키: 157cm
3학년 F반. 원래의 7번째 마녀. 머리카락이 곱슬곱슬한 오렌지색의 중간 길이의 헤어로, 주근깨가 특징. 일인칭은 「리카」. 양산을 항상 가지고 다니며, 스릴을 즐기기 때문에 학교에서도 노팬티로 돌아다닌다.
「7명의 마녀를 모두 알아버린 사람의 마녀와 관련된 기억을 지우는 능력」과 「모든 마녀를 탐지하는 능력」의 소유자였다. 다른 마녀와는 달리 키스를 하지 않아도 능력이 발효되나, 마녀에 대해서는 1번 밖에 능력이 발효되지 않는다. 미야무라에게서 「각별」하다고 불리고 있다. 야마자키를 좋아한다.
야마다와 타마키가 7명의 마녀를 전부 알게 되버렸기 때문에 원래라면 야마다네의 기억을 지우는 것이 되나, 야마다네에게는 효과가 미치지 않기 때문에, 야마다네의 주위 사람들로부터 야마다와 마녀에게 관한 기억을 지웠다.
시작은 학생회 측에서 야마다에 대항하고 있었지만, 야마다의 설득 끝에 야마다의 편이 되기를 결의한다. 의식을 행하여, 기억조작과 마녀 탐지 능력을 잃었다.
【드라마판의 설정】 레오나와 친구였다. 또 초상현상부에 소속되어 있었다. 다른 마녀와 같이 키스로 능력을 걸어, 야마다에게도 효과가 있다.

#### 전부터 존재하고 있던 마녀
세이슈인 모모코(清集院 桃子)
2학년 I반. 새로운 교대의 마녀. 시라이시 우라라의 ”정신 교대 능력”의 강화판, 「키스한 상대와 신체를 교대하는 것이 가능한 능력」의 소유자이다. 우라라의 능력과는 다르게 신체의 본래 소유주의 감정이 정신에 영향을 미치는 듯. 유도부에 소속.
1학년 때에는 마른 체형으로, 그 때 야마다, 낸시, 오다기리, 이가라시, 히메카와와도 관계가 있다.
콘노 츠바사(紺野 つばさ)
2학년 F반. 여자 농구부의 부장. 복종의 마녀. 오다기리 네네의 ”매료의 능력”의 강화판, 「키스한 상대를 복종하게 만드는 능력」의 소유자이다. 부를 구성하기 위해 능력을 계속 사용했으나, 곧 리스크가 없는 힘에 빠져들어가, 부원에게 숙제를 시키거나, 네네에게 능력을 입히거나 하는 등 폭주해나갔다. 야마다의 도움에 의해 능력의 사용을 그만두었다. 유원지에서 데이트를 해서 관람차에서 키스하는 이상의 데이트를 동경했다. 야마다를 좋아한다.
1학년 때 가을 경(2학기 시작으로부터 1개월 뒤)의 시점에서는 아직 마녀는 아니고, 대신에 아이가와 노조미라고 불리는 학생이 마녀였다.
모에기 코토리(萌黄 ことり)
2학년 E반. 독심의 마녀. 오오츠카 메이코의 ”텔레파시의 능력”의 강화판, 「사람의 마음을 읽는 능력」의 소유자이다. 친한 친구인 인형 「사토리」를 항상 가지고 다닌다. 인형을 매개로 하는 것으로 상대에게 능력을 씌우는 것이 가능하다.
엄밀히는 텔레파시의 능력 같이 서로의 생각을 읽을 수 있는 능력이다.
야마다조차도 휩쓸려버릴 정도의 능력을 자제할 수 있을 정도의 정신력을 가지고 있다.
반 친구들을 다른 마녀에게서 보호하기 위해 전원에게 능력을 걸고 있다. 그 상냥함 때문에, 야마다와 아는 사이인 이가라시에게 키스를 청해, 능력을 잡아버리고 만다.
히메카와 소라(姫川 そら)
2학년 D반. 로맨스의 마녀. 타키가와 노아의 ”과거 보기의 능력”의 강화판, 「로맨스의 능력」의 소유자이다. 키스한 상대가 「좋아하는 사람과의 추억이 보이는 능력」을 가지고 있는 마녀이다.
수예부 부장. 서투르기 때문에 바늘을 머리나 팔 같은 곳에 찔려서 피가 흘러나오게 되는 일이 종종 있다.
야마다가 히메카와의 능력인 「좋아하는 사람과의 추억」을 봤을 때, 「좋아하는 사람」의 얼굴도 목소리도 알 수 없었다. 하지만, 미야무라와 타키가와를 능력에 씌이게 했을 때는 얼굴이라 목소리는 특정할 수 있었다.
이것에 관해서, 야마다는 히메카와가 낸시에게 기억을 삭제당했다는 것을 알아내어, 히메카와가 좋아하는 사람이 자신이라는 것을 추측한다.
1학년의 보충학습 합숙에서 야마다와 알게 된 낸시를 더해 3명이서 마녀 찾기를 하고 있었다. 그 중 야마다에게 반했으나, 능력에 의해 후에 야마다가 좋아하는 사람이 자신이 아니라는 것을 알고 슬퍼한다. 다음 날, 마녀 살인의 키스에서도 추억이 없는 공백의 기억을 사이에 두고, 낸시에게 「아무것도 묻지 말고 지억을 지워줘」라고 부탁해서 학생 전원의 기억을 지웠다.
치쿠시 아이코(筑紫 愛子)
2학년 G반. 미래 예지의 마녀. 사루시마 마리아의 ”미래 투시의 능력”의 강화판, 「미래 예지의 능력」의 소유자이다. 이 능력은 사루시마의 능력과 달리 치쿠시 자신의 행동에 의해 미래를 바꾸는 것이 가능하다.
보통, 점을 치기 위해서 능력을 사용한다. 그것으로 본 나쁜 미래를 좋은 방향으로 바꾸기 위해 행동하고 있다. 자신이 점친 미래에 자신이 관여하는 자작연기라고 의심받는 것을 우려하여, 변장해서 남몰래 행동할 때가 많다..
모에기와 같이 물을 매개로 사용하며, 키스 없이 능력을 건다.
키구치 아카네(菊池アカネ)
2학년 F반. 아스카 미코토의 투명인간의 능력의 강화판, 「투명인간의 마녀」이다. 평소에 굉장히 바빠서, 항상 분 단위로 어떤 미션을 완수해내고 있다. 마녀의 관계자로는 낸시 밖에 연락처를 모른다.
낸시 / 니지노 하루코(虹野 晴子)
2학년 G반. 원래 7번째 마녀. 「기억을 지우는 능력」과 「기억을 조작하는 능력」, 「모든 마녀와 마녀에게 능력을 걸린 학생을 탐지하는 능력」의 소유자이다. 시드와 함께 마녀와 능력에 걸린 학생의 감시를 하고 있다. 하지만, 타쿠마 측의 마녀는 보는 것이 불가능하다. 능력에 빠진 마녀의 기억을 지우는 것으로 마녀를 구하고 있다.
야마다와는 과거에 면식이 있으며, 야마다와 히메카와 3명으로 마녀 찾기를 했었다. 마녀에 대한 것은 초상현상연구부에 숨어들어서 상권 노트를 발견해서 알게 되었다. 과거에 야마다의 기억을 2번 지웠다.
현재는 야마다에게 능력을 카피당한 상황으로, 이가라시에게 잡혀버렸기 때문에, 능력을 보유하고 있지 않다. 그 후, 밴드를 결성해서 가라오케에 틀어박혀 있다.

#### 의식 후에 탄생한 마녀
쿠로사키 진(黒崎仁)
1학년. 전 부회장. 타임슬립의 마녀. 「상대방의 과거에 관한 능력」의 소유자이다. 키스한 상대의 과거로 날아가, 상대의 과거를 볼 수 있다. 우라라에 따르면, 「누군가의 "지금"을 행복하게 하는 능력」이다.
야마다에 따르면 암살자(어쌔신) 같은 겉모습을 하고 있다. 야마다네 선배에 대해서 언제나 존대하지만, 미야무라에게만은 반하여, 미야무라 회장시대의 비서인 야마다를 적시하고 있다. 실은 소심한 고등학교 데뷔이다. 야마다는 쿠로사키가 아무것도 변하지 않았다는 것으로부터 능력을 손에 넣었다고 생각했다.
타쿠마 루이(詫摩 類)
2학년 D반. 인간관찰부 부장. 7인째의 마녀. 사이온지 리카의 "기억조작의 능력"의 강화판, 「7인 모두의 마녀를 안 상대의 마녀와 관련된 기억을 지우는 능력」과 「모든 마녀를 탐지하는 능력」의 소유자이다. 하지만, 낸시 측의 마녀는 보는 것이 불가능하다. 능력과 자신의 두뇌로 인간관계를 알 수 있는 것이 가장 신경쓰인다.
지능이 아주 높아서, 우라라보다 똑똑하다. 마녀의 능력이 키스로 발동하는 이유와 자신의 능력에 매우 흥미를 가지고 있다. 7인째의 마녀가 된 것으로, 학교가 즐거워진 듯 하다. 빈혈이며 지팡이를 가지고 있다.
이치죠 마사무네(一条 政宗)
2학년 J반. 악수로 상대에게 능력을 입힐 수 있는 「선동의 마녀」이다. 대상은 몇명이든 될 수 있다. 사람의 마음을 부추겨서 집단 심리에 의해 증폭시키고, 결과적으로는 행동을 일으키는 것이 가능하다. 미야무라에게서 회장의 자리를 빼앗기 위해, 많은 학생들에게 악수로 이 능력을 걸어 리콜 운동을 시작해 리콜에 성공.
리콜 성립 후의 차기 학생회장으로 입후보하여, 선거활동을 하고 있다.
미우라 유우리(三浦悠理)
1학년 H반. 장기부원. 박치기로 상대에게 능력을 걸 수 있는 「조작의 마녀」이다. 대상은 단독만 가능. 야소지마에 따르면, 「히메카와 소라에게 호의를 갖고 있는 것」 같다. 히메카와는 이웃인 소꿉친구이다.
히메카와가 낸시의 능력을 지운 때에는 아직 스자쿠고교에 입학하지 않았기 때문에, 사전에 히메카와에게서 들었던 모든 것을 기억한다.
스자쿠고교를 「본연의 모습으로 복원」하기 위해, 그것을 막으려 하는 것(낸시)과 싸우고 있다고 말하지만, 미우라 자신은 일단 야마다가 히메카와를 상처낸 경위의 진실을 찾기 위해 행동하고있다.
스즈하라 히카루(鈴原 光)
1학년 B반.키스한 상대를 포로로 만드는 능력. '호타루'라는 쌍둥이 형이 존재하는데, 사실 스자쿠 고교에는 호타루라는 명함을 달고 다닌다. 호타루가 사고로 입원해 학교에 나오지 못하자 자신이 친구를 만들어주겠다며 대신 등교한다. 그러나 야마다에게 들키지만 그에게 도움을 받게된다.초상현상연구부원들타 은퇴한후 호타루와 노아와함께 초상현상연구부의 부원이 된다.

### 학생회

#### 현학생회
응원연설에서 미우라가 능력을 사용하여 오다기리를 조작했지만, 이가라시가 죄멸로 기억을 조작. 결과, 타마키를 학생회장으로하는 포진이 성립되었다. 학생회에는 오다기리, 쿠로사키, 아리스가와가 들어가 있지만, 각각의 직함은 불명.
타마키 신이치(玉木 真一)
목소리 - 타치바나 신노스케
2학년 H반. 전학생회 회계→현학생회장.
생일: 1996년 3월 21일 / 별자리: 양자리 / 혈액형: A형 / 키: 165cm
차기 학생회장의 자리를 노리고 있던 왜소한 책벌레. 「키스를 한 마녀의 능력을 흡수하는 능력」의 소유자로, 등장 당초는 아스카에게서부터 빼앗은 투명인간의 능력을 보유하고 있었다. 빼앗은 능력은 다시 1번 키스하는 것으로 마녀에게 돌려줄 수 있다.
야마자키의 지시에 의해 여러 가지로 움직이고 있었으나, 야마다가 7인째의 마녀의 이름을 야마자키에 전한 것을 우연히 듣게 되어서, 리카에게 야마다 같이 주위에서 자신에 대한 기억을 지운다. 그 후에는 야마다에게 협력하여, 의식 후 미야무라에게 신학생회 회계로 임명받는다. 원래 외로움을 잘 타는 면이 있고, 「학생회」라는 동료가 생기게 된 것을 기뻐하고 있다. 학생회에 소속하고부터, 아스카를 아스카를 깜짝 놀라게 할 정도 변하고 있다.
리콜 성립 후의 차기 학생회장 선거에 입후보하여, 오다기리의 서포트 아래에서 선거 활동을 했다. 선거에서는 응원 연설 담당의 오다기리가 조작 능력에 걸려, 패배할 것이라고 생각했지만, 이가라시의 기억 소거 능력에 의해 무사히 학생회장에 취임했다.
미우라 유우리(三浦悠理)
장기부 원부원・회장 비서. 자세한 것은 #미우라 유우리를 참조.

#### 전학생회
장기부의 마녀들에 의해 일어난 「학생회 리콜 운동」이 학생의 과반수를 점유했기 때문에, 리콜이 성립. 현학생회장이 차기 학생회장을 지명하는 제도는, 이것에 의해 파괴되었다.
미야무라 토라노스케(宮村 虎之介)
원학생회 부회장→전학생회장. 자세한 것은 #미야무라 토라노스케를 참조.
야마다 류(山田 竜)
전학생회장 비서. 자세한 것은 #야마다 류를 참조.
오다기리 네네(小田切 寧々)
원학생회 부회장→전학생회 서기. 자세한 것은 #오다기리 네네를 참조.
타마키 신이치(玉木 真一)
전학생회 회계→현학생회장. 자세한 것은 #타마키 신이치를 참조.
쿠로사키 진(黒崎 仁)
1학년. 전부회장. 자세한 것은 #쿠로사키 진을 참조.
아리스가와 미도리(有栖川 翠)
1학년 H반. 전부회장. 천연이며 거유이다. 타산적인 면이 있으며, 대학 추천으로 유리하기 때문에, 부회장에 입후보했다.
연기력이 좋고, 몸이 바뀐 상대를 완전히 따라할 수 있다.

### 장기부
타마키 신이치가 학생회장으로 취임한 것에 의해 현재는 폐부.
아스카 미코토(飛鳥 美琴)
3학년 C반. 장기부 부장. 자세한 것은 #아스카 미코토를 참조.
이가라시 우시오(五十嵐 潮)
2학년 H반. 장기부 부부장. 자세한 것은 #이가라시 우시오를 참조.
미우라 유우리(三浦 悠理)
1학년 H반. 자세한 것은 #미우라 유우리를 참조.
하기와라 뭇타(萩原 六太)
1학년 B반. 둥동 신경이 발군. 마녀는 아니다.
야소지마 카오리(八十島 かおり)
1학년 C반. 타키가와를 따돌림했던 과거를 가지고 있으나, 현재는 복연했다. 마녀는 아니다.

### 그 외 학생・캐릭터
- 반장 = 절대기억자. 기억조작마녀의 능력이 무효한 학생이다. 동그란 안경을 벗으면 매우 귀엽다.

## 서적 정보
- 요시카와 미키 《야마다와 7명의 마녀》 코단샤 〈코단샤 코믹스〉, 전 28권[4].
  1. 2012년 6월 15일 발매, ISBN 978-4-06-384696-6
  2. 2012년 8월 17일 발매, ISBN 978-4-06-384727-7
  3. 2012년 10월 17일 발매, ISBN 978-4-06-384754-3
  4. 2012년 12월 17일 발매, ISBN 978-4-06-384789-5
  5. 2013년 2월 15일 발매, ISBN 978-4-06-384819-9
  6. 2013년 4월 17일 발매, ISBN 978-4-06-384857-1
  7. 2013년 6월 17일 발매, ISBN 978-4-06-384882-3
  8. 2013년 8월 16일 발매, ISBN 978-4-06-394916-2
  9. 2013년 9월 17일 발매, ISBN 978-4-06-394928-5
  10. 2013년 12월 17일 발매, ISBN 978-4-06-394986-5
  11. 2014년 3월 17일 발매, ISBN 978-4-06-395011-3
  12. 2014년 5월 16일 발매, ISBN 978-4-06-395080-9
  13. 2014년 7월 17일 발매, ISBN 978-4-06-395126-4
  14. 2014년 9월 17일 발매, ISBN 978-4-06-395190-5
  15. 2014년 12월 17일 발매, ISBN 978-4-06-395264-3
    - DVD 동봉판 ISBN 978-4-06-358724-1

  16. 2015년 3월 17일 발매, ISBN 978-4-06395347-3
  17. 2015년 5월 15일 발매, ISBN 978-4-06395396-1
    - DVD 동봉판 ISBN 978-4-06-358726-5

  18. 2015년 7월 17일 발매, ISBN 978-4-06-395438-8
    - DVD 동봉판 ISBN 978-4-06-362292-8

  19. 2015년 9월 17일 발매, ISBN 978-4-06-395495-1
  20. 2015년 11월 17일 발매, ISBN 978-4-06-395545-3
  21. 2016년 1월 15일 발매, ISBN 978-4-06-395581-1
  22. 2016년 3월 17일 발매, ISBN 978-4-06-395622-1
  23. 2016년 5월 17일 발매, ISBN 978-4-06-395674-0
  24. 2016년 7월 15일 발매, ISBN 978-4-06-395714-3
  25. 2016년 10월 17일 발매, ISBN 978-4-06-395769-3
  26. 2016년 12월 16일 발매, ISBN 978-4-06-395830-0
  27. 2017년 2월 17일 발매, ISBN 978-4-06-395873-7
  28. 2017년 4월 17일 발매, ISBN 978-4-06-395920-8
    - 특장판 ISBN 978-4-06-362354-3

## 텔레비전 드라마
2013년 8월 10일부터 9월 28일까지 후지 TV 계열 토드라 시간대에서 방송되었다.

## 애니메이션
2013년 8월 24일에 애니메이션 PV가 유튜브에 올라왔다. 그 후 같은 스태프에 의한 OAD 제1화가 2014년 12월 발매의 단행본 제15권 특장판에, 제2화가 2015년 5월 발매 예정의 단행본 제17권 특장판에 각각 DVD로서 수록되었다.
TV 애니메이션은 2015년 4월부터 6월까지 TOKYO MX·TV 아이치·요미우리 TV·TVQ 규슈 방송·TV 홋카이도·니시닛폰 방송·구마모토 방송 등에서 방송되었다.

### 스태프
- 원작 - 요시카와 미키
- 감독 - 타쿠노 세이키
- 조감독 - 우스이 후미아키
- 시리즈 구성 - 츠카모토 노리코(OAD), 요코테 미치코(TVA)
- 캐릭터 디자인 - 이이다 에리코
- 서브 캐릭터 디자인 - 이토 에리코
- 미술 디자인 - 이즈미 히로시
- 미술 감독 - 토쿠다 토시유키
- 색채 설계 - 이케다 히토미
- 특수 효과 - 이시하라 토모미
- 촬영 감독 - 이시즈카 케이코
- CG 디렉터 - 요코야마 타카오
- 편집 - 히로세 키요시
- 음향 감독 - 츠루오카 요타
- 음악 - 요코야마 마사루
- 음악 제작 - A-Sketch
- 프로듀서
  - OAD - 마사토 세키야, 鈴木一司, 永盛拓也
  - TV - 요시토미 히로시, 타테이시 켄스케, 히라사와 나오, 엔도 테츠야, 나카가와 가쿠, 우에사카 나오야, 타카노 히로시, 야나무라 츠토무, 사카이 히로시, 치바 토모히로
- 애니메이션 프로듀서- 시바 히로카즈
- 애니메이션 제작 - 라이덴 필름
- 제작
  - OAD - 코단샤
  - TV - 2014 「야마죠」 제작위원회(아뮤즈, 코단샤, 울트라 슈퍼 픽처스, 덴쓰, A-Sketch, Memory-Tech, Frontier Works, Animatic, 로손 엔터테인먼트, XING)

### 주제가
TV 애니메이션
오프닝 테마 〈くちづけDiamond〉
작사 - 카와베 토오루 / 작곡 - 스기모토 유지 / 편곡 - WEAVER, 카와노 케이 / 노래 - WEAVER
엔딩 테마 〈CANDY MAGiC〉
작사·작곡 - 유카 / 편곡 - ARCHITECT / 노래 - 미미메메 MIMI

### 에피소드 목록
| 화수 | 제목                                             | 각본            | 그림 콘티                                   | 연출                                          | 작화 감독 | 총작화 감독 |
| ---- | ------------------------------------------------ | --------------- | ------------------------------------------- | --------------------------------------------- | --- | ----------- |
| 1    | もうひとつの朱雀祭 温泉合宿だよ！？ 全員集合ッ！ | 츠카모토 노리코 | 타쿠노 세이키                               | 타쿠노 세이키 우스이 후미아키                 | 토미야 미카 오카모토 타츠아키 | 테라오 켄지 |
| 2    | もうひとつの朱雀祭 歌え！踊れ！超常現象研究部！  | 츠카모토 노리코 | 우스이 후미아키 타쿠노 세이키 이데 야스노리 | 우스이 후미아키 타쿠노 세이키 야마시타 히데미 | 이이즈카 마사노리 카지우라 신이치로 키노시타 히로타카 토리야마 후유미 나카지마 요시코 마스다 슌스케 요시모토 타쿠지 나카노 료이치 마츠오카 켄지 니시와키 타쿠미 | 토미야 미카 |

| 화수   | 제목                                                     | 각본          | 그림 콘티         | 연출                              | 작화 감독 | 총작화 감독       | 방송일   |
| ------ | -------------------------------------------------------- | ------------- | ----------------- | --------------------------------- | --- | ----------------- | -------- |
| 제1화  | アイツになってんじゃねーかぁぁッ! 그 녀석이 됐잖아!      | 요코테 미치코 | 타쿠노 세이키     | 나가하마 노리히코                 | 카와시마 나오 하야시 시호 아이다 마코토 | 이토 에리코       | 4월 12일 |
| 제2화  | 俺とキスしな 나랑 키스해                                 | 엔도 토모키   | 우스이 후미아키   | 우스이 후미아키                   | 토리야마 후유미 마츠오카 켄지 | 이토 에리코       | 4월 19일 |
| 제3화  | 受ける？それとも受けない? 받아들일래? 거절할래?          | 요코테 미치코 | 오오시마 히로유키 | 오오이시 야스유키                 | 이이즈카 마사노리 사카쿠라 켄 | 토쿠다 유메노스케 | 4월 26일 |
| 제4화  | 山田のことが好きになったみたい! 야마다를 좋아하게 됐나봐 | 요코테 미치코 | 이바타 요시히데   | 이바타 요시히데                   | 토미야 미카 나카노 료이치 | 이토 에리코       | 5월 3일  |
| 제5화  | キスしちゃダメよ? 키스하면 안 돼                         | 요코테 미치코 | 오자와 카즈히로   | 야마시타 히데미                   | 이케다 시노 이시바시 다이스케 마츠오카 켄지 | 토쿠다 유메노스케 | 5월 10일 |
| 제6화  | 応答せよっ! 응답하라                                     | 엔도 토모키   | 오오시마 히로유키 | 우스이 후미아키                   | 아이다 마코토 에가미 나츠키 카도 토모아키 나카노 료이치 니시와키 타쿠미                                                                             | 토미야 미카       | 5월 17일 |
| 제7화  | 天ぷらだけはやめてくれぇ! 튀김만은 참아줘!               | 엔도 토모키   | 사카모토 카즈야   | 사카모토 카즈야                   | 사가와 하루카 | 이토 에리코       | 5월 24일 |
| 제8화  | 超ウザイんだけど 완전 짜증나                             | 엔도 토모키   | 와타나베 테츠야   | 와타나베 테츠야 오오이시 야스유키 | 이이즈카 마사노리 사카쿠라 켄 마스다 슌스케 노자키 토모코                                                                                           | 토쿠다 유메노스케 | 5월 31일 |
| 제9화  | 必ず未来を変えて 꼭 미래를 바꿔줘                        | 요코테 미치코 | 야마시타 히데미   | 야마시타 히데미                   | 아이다 마코토 이시바시 다이스케 카와시마 나오 나카노 료이치 니시와키 타쿠미 호시노 마스미 야기 모토키 노자키 토모코                                 | 토미야 미카       | 6월 7일  |
| 제10화 | 俺と付き合ってください! 나랑 사귀자                      | 요코테 미치코 | 이데 야스노리     | 아타라시 타이치                   | 미야이 카나 호시노 레이카 | 아이다 마코토     | 6월 14일 |
| 제11화 | 白石をどこにやった! 시라이시를 어떡했냐!                 | 요코테 미치코 | 미야케 카즈오     | 야마다 마사유키                   | 이케다 시노 카도 토모아키 토리야마 후유미 마스다 슌스케 마츠오카 켄지 야기 모토키 니시와키 타쿠미                                                   | 토미야 미카       | 6월 21일 |
| 제12화 | 俺は白石が好きだ! 난 시라이시를 좋아해!                  | 요코테 미치코 | 요시오카 시노부   | 나가하마 노리히코                 | 마츠오카 히데아키 노자키 토모코 혼다 미유키 마루야마 슈지 토미야 미카 나카노 료이치 카지우라 신이치로 야마모토 슈헤이 니시와키 타쿠미 호시노 마스미 | 이토 에리코       | 6월 28일 |

### 내용주
1. ↑  역으로 야마다의 몸에 들어간 이토가 불량 소년에게 간단하게 얻어맞은 적이 있다.
2. ↑  일반 공모 오디션에서 뽑혔다.
3. ↑  코믹스 19권 게재시에 마녀의 이름이 콘노 츠바사에서 아이가와 노조미로 수정되었다.
4. ↑  그러나, 평소에는 의지를 가지고 있지 않은 인형을 매개로 하고 있기 때문에, 일반적으로 능력을 걸기만 하고 있다.
5. ↑  단, 바뀐 상대와 밀접한 관계에 있는 사람에게는 들킨다.

### 참조주
1. ↑  “山田くんと7人の魔女：5年の連載に幕　ドラマ、アニメ化の人気マンガ”. 《MANTANWEB》. 2017년 2월 22일. 2021년 2월 4일에 확인함.
2. ↑  とれたてフジテレビ (2013년 9월 21일). (%E3%81%A8%E3%82%8C%E3%83%95%E3%82%B8%E6%96%B0%E7%9D%80%E6%83%85%E5%A0%B1) “훗토비 캐릭터로 항상 노팬티인 여자 고교생! 7번째 마녀・사이온지 리카 역은 카와무라 유키에로 결정! 『야마다군과 7인의 마녀』” |url= 값 확인 필요 (도움말). 2013년 9월 21일에 확인함.[깨진 링크(과거 내용 찾기)]
3. ↑  web ザ テレビジョン (2013년 9월 21일). “「야마다군과 7인의 마녀」 최후의 마녀는 “노팬티 여자 고교생” 카와무라 유키에!”. 2013년 9월 23일에 원본 문서에서 보존된 문서. 2013년 9월 21일에 확인함.
4. ↑  “マガメガ｜주간 소년 매거진｜야마다와 7명의 마녀｜기간 코믹스｜코단샤 코믹 플러스”. 講談社. 2015년 9월 2일에 확인함.
5. ↑  “「山田くんと7人の魔女」テレビアニメ化＆来春放送！”. 映画.com. 2014년 12월 4일. 2014년 12월 4일에 확인함.
6. ↑  “「山田くんと7人の魔女」放送局決定、第1話上映イベントに吉河美希ら出演”. コミックナタリー. 2015년 2월 4일. 2015년 2월 4일에 확인함.